# Емпанг
Емпа́нг (індонез. Empang) — один з 24 районів округу Сумбава провінції Західна Південно-Східна Нуса у складі Індонезії. Розташований у східній частині. Адміністративний центр — селище Емпанг-Атас.
Населення — 22 032 особи (2012; 21655 в 2010).

## Адміністративний поділ
До складу району входять 1 селище та 9 сіл:
| Населений пункт     | Населення, осіб (2010) |
| ------------------- | ---------------------- |
| Боал, село          | 2152                   |
| Бунга-Еджа, село    | 1213                   |
| Гапіт, село         | 2202                   |
| Джотанг, село       | 2534                   |
| Джотанг-Беру, село  | 1524                   |
| Емпанг-Атас, селище | 2770                   |
| Емпанг-Бавах, село  | 3051                   |
| Ламента, село       | 2061                   |
| Онгко, село         | 2179                   |
| Паманто, село       | 1969                   |